# اکریج (جورجیا)
اکریج، جورجیا (به انگلیسی: Akridge, Georgia) یک شهر در ایالات متحده آمریکا است که در جورجیا واقع شده‌است.